# Heteromeringia hardyi
Heteromeringia hardyi är en tvåvingeart som beskrevs av Mcalpine 1960. Heteromeringia hardyi ingår i släktet Heteromeringia och familjen träflugor. Inga underarter finns listade i Catalogue of Life.